# بوژناک
بوژناک (به لاتین: Bouřňák) یک کوه در جمهوری چک است که در مولداوا (ناحیه تپلیتسه) واقع شده‌است.